# 川中島町
川中島町（かわなかじままち）は、かつて長野県更級郡に存在した町。

## 歴史
- 1956年（昭和31年）9月30日 - 川中島村・昭和村が合併して川中島町が発足。
- 1957年（昭和32年）4月1日 - 更科郡篠ノ井町の一部（小松原の一部）を編入。[要検証 – ノート]
- 1966年（昭和41年）10月16日 - 長野市・篠ノ井市・信更村・更北村・埴科郡松代町・上水内郡七二会村・上高井郡若穂町と合併し、改めて長野市が発足。同日川中島町廃止。